# جاك كان
جاك كان (بالإنجليزية: Jack Kane)‏ هو نقابي وسياسي أسترالي، ولد في 23 يوليو 1908 في أستراليا، وتوفي في 27 أكتوبر 1988 في أستراليا. حزبياً، نشط في Democratic Labour Party (Australia, 1978) ‏. وقد انتخب عضو مجلس الشيوخ الأسترالي ‏ عن دائرة نيوساوث ويلز ‏ (21 نوفمبر 1970 – 18 مايو 1974).